# Sonning-díj
A Sonning-díjat (dánul: Sonningprisen) a legfontosabb dán kulturális díj. A díjat Carl Johan Sonning (1879-1937) dán szerkesztő és író végakaratának megfelelően alapították. Kétévente ítélik oda annak, aki kiemelkedően járult hozzá az európai kultúrához. A bizottság élén álló Koppenhágai Egyetem rektora dönt az európai egyetemek jelöltjei közül. A díj összege 1 millió dán korona (kb. 135 000 euró). A díj átadására április 19-én (Sonning születésnapján) kerül sor a Koppenhágai Egyetemen.

## Díjazottak
- 1950: Winston Churchill, író és államférfi, Nagy-Britannia (Különdíj)
- 1959: Albert Schweitzer, teológus, Németország
- 1960: Bertrand Russell, író, Nagy-Britannia
- 1961: Niels Bohr, fizikus, Dánia
- 1962: Alvar Aalto, építész, Finnország
- 1963: Karl Barth, teológus, Svájc
- 1964: Dominique Pire, teológus, Belgium
- 1965: Richard Nikolaus Coudenhove-Kalergi, író és államférfi, Ausztria
- 1966: Laurence Olivier, színész, Nagy-Britannia
- 1967: Willem Adolf Visser ’t Hooft, teológus, Hollandia
- 1968: Arthur Koestler, író, Magyarország
- 1969: Halldór Laxness, író, Izland
- 1970: Max Tau, író, Németország
- 1971: Danilo Dolci, szociális munkás, Olaszország
- 1973: Karl Popper, író, Ausztria
- 1975: Hannah Arendt, filozófus, Németország
- 1977: Arne Næss, író, Norvégia
- 1979: Hermann Gmeiner, az SOS Gyermekfalvak alapítója, Ausztria
- 1981: Dario Fo, drámaíró, Olaszország
- 1983: Simone de Beauvoir, író, Franciaország
- 1985: William Heinesen, író, Feröer-szigetek
- 1987: Jürgen Habermas, filozófus, Németország
- 1989: Ingmar Bergman, rendező, Svédország
- 1991: Václav Havel, író és államférfi, Csehország
- 1994: Krzysztof Kieślowski, filmrendező, Lengyelország
- 1996: Günter Grass, író, Németország
- 1998: Jørn Utzon, építész, Dánia
- 2000: Eugenio Barba, az Odin Teatret alapítója, Dánia
- 2002: Mary Robinson, az ENSZ Emberi Jogok Főbiztosa, Írország
- 2004: Mona Hatoum, képzőművész, Nagy-Britannia
- 2006: Heller Ágnes, filozófus, Magyarország
- 2008: Renzo Piano, építész, Olaszország
- 2010: Hans Magnus Enzensberger, író, Németország
- 2012: Orhan Pamuk, író, Törökország
- 2014: Michael Haneke, filmrendező, Ausztria
- 2018: Lars von Trier, filmrendező, Dánia
- 2021: Szvjatlana Aljakszandravna Alekszievics, író, Belarusz

## Fordítás
- Ez a szócikk részben vagy egészben  a   Sonning Prize című angol Wikipédia-szócikk ezen változatának fordításán alapul.  Az eredeti cikk szerkesztőit annak laptörténete sorolja fel. Ez a jelzés csupán a megfogalmazás eredetét és a szerzői jogokat jelzi, nem szolgál a cikkben szereplő információk forrásmegjelöléseként.
- Ez a szócikk részben vagy egészben  a   Sonning-Preis című német Wikipédia-szócikk ezen változatának fordításán alapul.  Az eredeti cikk szerkesztőit annak laptörténete sorolja fel. Ez a jelzés csupán a megfogalmazás eredetét és a szerzői jogokat jelzi, nem szolgál a cikkben szereplő információk forrásmegjelöléseként.